# Joda
Joda è una suddivisione dell'India, classificata come municipality, di 38.671 abitanti, situata nel distretto di Kendujhar, nello stato federato dell'Orissa. In base al numero di abitanti la città rientra nella classe III (da 20.000 a 49.999 persone).

## Geografia fisica
La città è situata a 22° 02' 29 N e 85° 24' 41 E.

## Società

### Evoluzione demografica
Al censimento del 2001 la popolazione di Joda assommava a 38.671 persone, delle quali 20.081 maschi e 18.590 femmine. I bambini di età inferiore o uguale ai sei anni assommavano a 6.125, dei quali 3.106 maschi e 3.019 femmine. Infine, coloro che erano in grado di saper almeno leggere e scrivere erano 20.868, dei quali 12.816 maschi e 8.052 femmine.